# Rubén López Ardón
Rubén López Ardón (Ocotal, 19 de junio de 1934) fue el segundo obispo diocesano de la diócesis de Estelí. 

## Biografía
Fue ordenado sacerdote el 22 de diciembre de 1961 en la ciudad de Estelí, el 2 de enero de 1979 fue nombrado obispo de la Diócesis de Estelí el 26 de julio de 1978 y ordenado obispo el 27 de mayo de ese mismo año. Antes fue director del Seminario Nacional, asesor nacional de la Comisión de Liturgia y Secretario Ejecutivo de la Conferencia Episcopal.
Solicitó la renuncia a su cargo de obispo a fines de 1988, siendo aceptada por Juan Pablo II el 6 de marzo de 1990. Su salud física y mental se deterioró ante las dificultades de la Diócesis, la polarización del clero, la diversidad de experiencias pastorales y el escenario de guerra que vivió la región durante la década.
Al cesar sus funciones, siendo Obispo emérito, abandono definitivamente el país; en 1995, según correspondencia recibida, se encontraba en Ciudad de México. La renuncia en estas condiciones es la única conocida en la historia eclesial de Nicaragua; el Prelado tenía 54 años cuando comunicó su decisión y 56 cuando fue aceptada.
Desde muy joven tenía problemas de garganta. Viajaba constantemente a México para su tratamiento. El último viaje que realizó fue en 1987 y ya no volvió. “Monseñor cortó radicalmente todo contacto con Estelí, y pienso que hasta con Nicaragua, pues ni a la muerte de su madre (Antonia Ardón) se hizo presente”, explica ahora monseñor Abelardo Mata, el obispo sucesor en la Diócesis de Estelí.

## Sucesión
| Predecesor: Mons. Clemente Carranza y López | Obispo de la Diócesis de Estelí 1979 - 1990 | Sucesor: Mons. Juan Abelardo Mata Guevara. S.D.B. |

- Datos: Q2171743